# Dunga
Carlos Caetano Bledorn Verri (Ijuí, 31 oktober 1963) - alias Dunga - is een Braziliaans voetbaltrainer en voormalig voetballer. Dunga won in 1994 de wereldtitel met Brazilië.

## Carrière als voetballer
Dunga komt uit een familie van Italiaanse en Duitse oorsprong. Zijn profcarrière begon in 1980 bij Internacional, waarvoor hij op zeventienjarige leeftijd zijn debuut maakte. In 1984 werd de Braziliaan opgemerkt door Fiorentina. Als onderdeel van de transfer van Sócrates naar Fiorentina tekende ook Dunga een contract bij de Italiaanse club. Om hem verder op te leiden stalde Fiorentina hem nadien nog drie jaar in zijn thuisland. In 1985 maakte hij de overstap naar Corinthians, een jaar later vertrok hij naar Santos. In 1987 belandde de middenvelder bij Vasco da Gama. Met die club speelde hij zich voor het eerst in de kijker van de Seleção.
In het najaar van 1987 verhuisde Dunga naar Italië, waar hij eerst een jaar werd uitgeleend aan Pisa. Onder coach Giuseppe Materazzi kwam hij 23 keer in actie. Pisa wist dat seizoen de Mitropacup te veroveren en eindigde in de Serie A net boven de degradatiezone. In 1988 mocht de inmiddels 25-jarige middenvelder zijn debuut maken bij Fiorentina. In het elftal van de Zweedse succestrainer Sven-Göran Eriksson werd hij meteen een vaste waarde. Ook toen Francesco Graziani in 1989 de leiding van Eriksson overnam, bleef hij een basisspeler. De club bereikte dat seizoen de finale van de UEFA Cup. Dunga en zijn ploeggenoten moesten het daarin twee keer opnemen tegen de landgenoten van Juventus. Fiorentina verloor de heenwedstrijd met 3–1 en kwam twee weken later niet verder dan een scoreloos gelijkspel. Dunga startte in beide duels in de basis.
Na vier seizoenen waarin de paarshemden steevast in de middenmoot eindigden, besloot vicevoorzitter Cecchi Gori om Dunga te verkopen. De Braziliaan tekende in 1992 een contract bij Pescara, waar hij een ploeggenoot werd van onder meer Massimiliano Allegri, John Sivebæk en Ubaldo Righetti. De club zakte in 1993 naar de Serie B, waarna Dunga besloot om in Duitsland aan de slag te gaan. Daar voetbalde de Braziliaan twee seizoenen voor het VfB Stuttgart van trainer Jürgen Röber. Ook ditmaal eindigden Dunga en zijn ploeggenoten twee jaar op rij in de middenmoot.
In 1995 bouwde Dunga zijn carrière af bij het Japanse Júbilo Iwata, hoewel hij in die periode voor de nationale ploeg van Brazilië bleef spelen. De ervaren middenvelder werd in 1997 voor het eerst landskampioen. Een jaar later won hij met Júbilo Iwata de Nabisco Cup. Van 1999 keerde hij terug naar zijn oude club Internacional, waar hij een jaar later een punt zette achter zijn spelerscarrière.

## Nationale ploeg
Dunga maakte als twintiger deel uit van de selectie die in 1983 deelnam aan de WK onder 20 in Bolivia en het Zuid-Amerikaans kampioenschap onder 20 in Mexico. Het Braziliaans jeugdelftal sloot beide toernooien af als winnaar. Ook op de Pan-Amerikaanse Spelen van 1983 sleepten Dunga en zijn landgenoten de hoofdprijs in de wacht. Een jaar later veroverde Dunga een zilver medaille op de Olympische Spelen in Los Angeles. In de finale verloor Brazilië met 2–0 van Frankrijk.
In 1987 maakte de verdedigende middenvelder zijn officieel debuut voor het Braziliaans voetbalelftal. Twee jaar later veroverde hij zijn eerste prijs met de Seleção. Brazilië won in 1989 in eigen land de Copa América. In 1990 selecteerde bondscoach Sebastião Lazaroni hem ook voor het WK in Italië. Dunga, die in die periode in de Serie A voetbalde en bekendstond om zijn stevige tackles, raakte met zijn team niet verder dan de tweede ronde, waarin het werd uitgeschakeld door aartsrivaal Argentinië. Na afloop van het WK werd Dunga fel bekritiseerd om zijn harde speelstijl. In de Braziliaanse pers sprak men nadien regelmatig over Era Dunga (het tijdperk van Dunga) om aan te duiden dat de nationale ploeg te traag en te defensief speelde. Ondanks de kritiek werd Dunga vier jaar door bondscoach Carlos Alberto Parreira ook geselecteerd voor het WK in de Verenigde Staten. Dunga, die tijdens het toernooi de aanvoerdsband van Raí overnam, loodste zijn land naar de finale. Daarin werd Italië verslagen na strafschoppen. Roberto Baggio, een oud-ploegmaat van Dunga bij Fiorentina, miste de beslissende strafschop voor Italië.
In 1995 behaalde Brazilië de tweede plaats op de Copa América, nadat het zelf een strafschoppenserie verloor van Uruguay. Twee jaar later nam Brazilië sportieve wraak door in de finale van het toernooi met 3–1 te winnen van gastland Bolivia. Datzelfde jaar won Brazilië ook voor het eerst de FIFA Confederations Cup.
Vier jaar na het behalen van de wereldtitel nam Dunga in Frankrijk deel aan zijn laatste WK. Op het WK 1998 kampte Brazilië met een gebrek aan teamwork. In de met 3–0 gewonnen groepswedstrijd met Marokko kwam het daarom zelfs even tot een akkefietje tussen Dunga en ploeggenoot Bebeto. Desondanks bereikte de Seleção opnieuw de finale. Daarin verloor het met 3–0 van gastland Frankrijk.

## Carrière als trainer
Op 24 juli 2006 werd Dunga aangesteld als bondscoach van Brazilië. Daarvoor had hij geen enkele trainerservaring op een professioneel niveau.
In 2008 nam de gewezen middenvelder ook de leiding over van het Brazilië onder 23. Op de Olympische Zomerspelen in Peking werd Brazilië in de halve uitgeschakeld. In de finale om de bronzen medaille werd België verslagen met 3–0.
In 2009 veroverde Dunga zijn eerste prijs als trainer. Brazilië won dat jaar onder zijn leiding de FIFA Confederations Cup. In de finale versloeg de seleção de Verenigde Staten met 2–3.
Een jaar later volgde het WK 2010 in Zuid-Afrika. Dunga verraste door gewezen Ballon d'Or-winnaar Ronaldinho niet te selecteren voor het toernooi. Brazilië werd op het WK in de kwartfinale uitgeschakeld door latere finalist Nederland. Na de uitschakeling nam Dunga ontslag als bondscoach.
In 2011 was hij even in beeld als trainer van het Qatarese Al-Rayyan. Twee jaar later ging de Braziliaan aan de slag bij zijn oude club Internacional. Na een reeks nederlagen werd Dunga in oktober 2013 ontslagen.
Na het teleurstellende WK 2014 in Brazilië stapte bondscoach Luiz Felipe Scolari op. Op 22 juli 2014 werd Dunga door de Braziliaanse voetbalbond benoemd als zijn opvolger. Meteen na zijn terugkeer als bondscoach van de Seleção bekritiseerde hij het gedrag van enkele sterspelers. Zo vond hij dat Neymar en Daniel Alves "continu met zichzelf bezig waren" en dat David Luiz in de fout was gegaan door te huilen. Onder Dunga's leiding kwam Brazilië op de Copa América 2015 tot de kwartfinales, waarin het werd uitgeschakeld door Paraguay. Een jaar later kwam Dunga met zijn landgenoten niet door de groepsfase bij het toernooi om de Copa América Centenario. Op 14 juni 2016, twee dagen na de voortijdige uitschakeling, werd hij opnieuw ontslagen als bondscoach. Hij werd opgevolgd door Tite.

## Erelijst
Als speler
 Internacional
- Campeonato Gaúcho: 1982, 1983, 1984

 Vasco da Gama
- Campeonato Carioca: 1987

 Pisa
- Mitropacup: 1988

 Júbilo Iwata
- J1 League: 1997

 Brazilië onder 20
- FIFA WK onder 20: 1983
- CONMEBOL Sudamericano onder 20: 1983

 Brazilië
- FIFA WK: 1994
- FIFA Confederations Cup: 1997
- CONMEBOL Copa América: 1989, 1997
- CONMEBOL Pre-Olympisch Toernooi: 1984

Individueel als speler
- FIFA WK All-Star Team: 1994, 1998
- J1 League Meest waardevolle speler: 1997
- J1 League Beste Elf: 1997, 1998
- FIFA XI: 1997, 1998, 1999, 2000
- Golden Foot: 2010, als voetballegende
- Fiorentina All-time XI

Als trainer
 Internacional
- Campeonato Gaúcho: 2013

 Brazilië
- CONMEBOL Copa América: 2007
- FIFA Confederations Cup: 2009
- Superclásico de las Américas: 2014

Individueel als trainer
- IFFHS Beste nationale trainer van de wereld: 2007

## Trivia
- Dunga is een bijnaam die hij kreeg van zijn oom. Het is de Portugese vertaling van Stoetel, een van de zeven dwergen. De voetballer kreeg deze bijnaam omdat hij in zijn jeugd erg klein was.
- Dunga's familie is van Italiaanse en Duitse oorsprong. Tijdens zijn carrière speelde de Braziliaan in zowel de Serie A als de Bundesliga.
- Dunga is ook gedeeltelijk eigenaar van de Engelse voetbalclub Queens Park Rangers.